# Tarzan, l'homme singe (film, 1981)
Pour les articles homonymes, voir Tarzan (homonymie) et Tarzan, l'homme singe.
Pour plus de détails, voir Fiche technique et Distribution.
Tarzan, l'homme singe (Tarzan, the Ape Man) est un film américain réalisé par John Derek, sorti en 1981.

## Synopsis
Découverte de Tarzan par Jane, qui vient retrouver son père explorateur en Afrique, à la recherche du cimetière des éléphants.

## Fiche technique
- Titre original : Tarzan, the Ape Man
- Titre français : Tarzan, l'homme singe
- Réalisation : John Derek
- Scénario : Tom Rowe, d'après les personnages écrits par Edgar Rice Burroughs & Gary Goddard
- Musique : Perry Botkin Jr.
- Photographie : John Derek
- Montage : Jimmy Ling
- Production : Bo Derek
- Sociétés de production : Metro-Goldwyn-Mayer & Svengali Productions
- Société de distribution : Metro-Goldwyn-Mayer
- Pays de production :  États-Unis
- Langue : Anglais
- Format : Couleur - Mono - 35 mm - 1.85:1
- Durée : 107 min
- Dates de sortie :
  - États-Unis : 7 août 1981
  - France : 7 octobre 1981

## Distribution
- Bo Derek (VF : Sylvie Feit) : Jane Parker
- Richard Harris : James Parker
- John Phillip Law (VF : Bernard Woringer) : Harry Holt
- Miles O'Keeffe : Tarzan
- Akushula Selayah : Africa

## Production

### Lieux de tournage
Le film a été tourné aux Seychelles en décors naturels.

## Distinctions

### Nominations
- Razzie Awards
  - Pire film pour John Derek
  - Pire acteur pour Richard Harris
  - Pire scénario pour Tom Rowe
  - Pire production pour Bo Derek
  - Pire révélation pour Miles O'Keeffe

- The Stinkers Bad Movie Awards
  - Pire production pour Bo Derek
  - Pire scénario pour Tom Rowe
  - Pire actrice pour Bo Derek
  - Pire direction artistique pour John Derek

### Récompenses
- Razzie Awards
  - Pire actrice pour Bo Derek

- The Stinkers Bad Movie Awards
  - Pire remake

## Autour du film
- Premier film pour Miles O'Keeffe.
- Malgré le titre, le film ne met pas en vedette l'interprète du rôle de Tarzan, qui n'apparaît qu'après 1/2 heure de film et qui a un rôle très secondaire, mais bien l'actrice interprétant Jane, qui n'est autre que la propre épouse du réalisateur.